# 黑鰓貓鮫
黑鰓貓鮫（学名：Parmaturus melanobranchus），又名黑鳃双锯鲨，为猫鲨科盾尾鯊屬的鱼类。分布于中国南海、东海等海域，菲律賓有存疑記錄。该物种的模式产地在香港东南135海里。